# Guvernementet Kielce
Guvernementet Kielce var ett guvernement i ryska Polen, åren 1841-1844 och 1867-1917.
Det begränsades av Galizien samt guvernementen Radom och Piotrków.
Det hade en yta på 10 093 km² och 763 46 invånare (1897),
alla polacker, med undantag av omkring 70 000 judar
och några tyska kolonister.
Landet genomskars i öster och väster av de yttersta förgreningarna av Karpaterna. Det hade ganska stora mineralrikedomar, vilka dock inte bearbetades i någon större mån.

## Källa
Den här artikeln är helt eller delvis baserad på material från Nordisk familjebok, Kielce, 1904–1926.